# Sithon megabates
Sithon megabates är en fjärilsart som beskrevs av Hans Fruhstorfer 1912. Sithon megabates ingår i släktet Sithon och familjen juvelvingar. Inga underarter finns listade i Catalogue of Life.